# Zulia FC
Zulia Fútbol Club war ein venezolanischer Fußballverein aus Maracaibo. Der Verein wurde 2005 gegründet und trug seine Heimspiele im Estadio José Encarnación Romero aus, das Platz für 42.000 Zuschauer bietet. Zur Saison 2023 ging der Verein in Deportivo Rayo Zuliano über.

## Geschichte
Zulia FC wurde am 16. Januar 2005 in Maracaibo, der Hauptstadt des venezolanischen Bundesstaates Zulia im Nordwesten des Landes nahe der Grenze zu Kolumbien, gegründet. Vom venezolanischen Fußballverband wurde der Verein in die viertklassige Tercera División eingestuft, die man bereits in der ersten Saison gewann. Nach dem Aufstieg in die dritte Liga zur Spielzeit 2006/07 war man auch dort das beste Team und schaffte nur zwei Jahre nach der Vereinsgründung den Sprung in die Segunda División, die zweithöchste Spielklasse im venezolanischen Fußball. Zulia FC konnte in der zweiten Liga seine Serie von Aufstiegen fortsetzen und nach einem ersten Platz in der Zweitligasaison 2007/08 qualifizierte sich der Verein erstmals für die erstklassige Primera División. Im Torneo Apertura konnte der Verein erneut positiv für Schlagzeilen sorgen, als man den vierten Platz mit nur sechs Punkten Rückstand auf Meister Deportivo Italia belegte. Die Clausura verlief dann jedoch nicht ganz so gut und wurde mit dem achten Rang abgeschlossen, was in der Endtabelle den fünften Platz für Zulia FC ergab. Die Folgesaison verlief für den jungen Verein nahezu gleich erfolgreich. In der Apertura erreichte Zulia den achten Platz, in der Clausura den fünften Platz. In der gesamten Tabelle ergab sich damit ein guter sechster Rang, wobei man zum zweiten Mal in Folge die Teilnahme an der Copa Sudamericana nur um wenige Punkte verpasste. In der Saison 2010/11 ging es aber dann bergab für Zulia FC. Einem zehnten Platz in der Apertura folgte ein enttäuschender fünfzehnter Rang in der Clausura und man kämpfte seither gegen den Abstieg.
Im Dezember 2022 gab Zulia FC die Fusion mit Deportivo Rayo Zuliano bekannt. Die Spieler und der Ligastartplatz wurden dabei von Zulia FC an Deportivo Rayo Zuliano gegeben.

## Erfolge
- Segunda División: 1× (2007/08)
- Segunda División B: 1× (2006/07)
- Tercera División: 1× (2005/06)

## Bekannte Spieler
- Fernando de Ornelas (* 1976)
- Renny Vega (* 1979)
- Juan Arango (* 1980)
- Frank Feltscher (* 1988)
- Yohandry Orozco (* 1991)